# Albaching
Albaching – miejscowość i gmina w Niemczech, w kraju związkowym Bawaria, w rejencji Górna Bawaria, w regionie Südostoberbayern, w powiecie Rosenheim, wchodzi w skład wspólnoty administracyjnej Pfaffing. Leży około 30 km na północ od Rosenheimu.

## Demografia
Dane o ludności z 31 grudnia 2008:
| Opis                                | Ogółem | Ogółem | Kobiety | Kobiety | Mężczyźni | Mężczyźni |
| ----------------------------------- | ------ | ------ | ------- | ------- | --------- | --------- |
| Jednostka                           | osób   | %      | osób    | %       | osób      | %         |
| Populacja                           | 1590   | 100    | 781     | 49,12   | 809       | 50,88     |
| Wiek przedprodukcyjny (0–17 lat)    | 431    | 27,11  | 199     | 12,52   | 232       | 14,59     |
| Wiek produkcyjny (18–65 lat)        | 955    | 60,06  | 459     | 28,87   | 496       | 31,19     |
| Wiek poprodukcyjny (powyżej 65 lat) | 204    | 12,83  | 123     | 7,74    | 81        | 5,09      |

## Polityka
Wójtem gminy jest Franz X. Sanftl, poprzednio urząd ten obejmował August Seidinger, rada gminy składa się z 12 osób.
|      | GWL | Razem |
| 2008 | 12  | 12    |
| 2002 | 12  | 12    |